# Lophosia macropyga
Lophosia macropyga är en tvåvingeart som beskrevs av Herting 1983. Lophosia macropyga ingår i släktet Lophosia och familjen parasitflugor.
Artens utbredningsområde är Taiwan. Inga underarter finns listade i Catalogue of Life.